# Faradayeva kletka
Faradayeva kletka [fêredejeva klétka] je omejen prostor, ki razločuje električno polje, in je kot tak dokaz za Gaussov zakon. Dokazal ga je angleški fizik in kemik Michael Faraday, ki je prvo tako kletko zgradil leta 1836. 

## Zgodovina
Faraday je potrdil, da je električni naboj na nabitem prevodniku le na zunanji strani, v notranjosti prevodnika pa naboja ni. Da je razložil to dejstvo, je zgradil sobo, obdano s kovino in pustil, da je visokonapetostni tok iz elektrostatičnega generatorja udaril v kovinsko steno te sobe. Notri je postavil elektroskop in dokazal, da notri ni električnega polja.

## Kako deluje Faradayeva kletka
Kovine, ki so odlični prevodniki, imajo še neko prav zanimivo lastnost. V njih nikoli ni elektrostatičnega polja. Elektroni v kovini so namreč skoraj prosti, tako da bi vsakič, ko bi se pojavilo od nič različno električno polje, elektroni zaradi velike prevodnosti skoraj brez upora stekli ter ustvarili električno polje nasprotno prvotnemu. Kovina je namreč navzven električno nevtralna. Če torej z zunanjim poljem elektrone premaknemo, ločimo negativno nabite elektrone od pozitivno nabitih jeder, ki so pritrjena v mreži in se ne morejo gibati. Ko postavimo kos prevodne kovine v električno polje, bo jakost električnega polja znotraj kovine nič, na robu pa se bo nabral naboj, ki zunanje polje izničuje. Naboj na površini je pozitiven in negativen na različnih mestih, odvisno od natančne oblike zunanjega električnega polja in geometrije telesa. Skupen naboj na celotnem robu je seveda enak nič kot na začetku, saj se naboj ohranja. 
Kaj se zgodi, če telesu iz idealnega prevodnika izrežemo v sredini luknjo? Kako to vpliva na električno polje? Če ne dodamo v to votlino nobenega naboja, je polje znotraj votline identično enako nič. Notri je polje odvisno izključno od notranjih nabojev, neodvisno od polja zunaj. Takšno lupino iz prevodne kovine imenujemo Faradayeva kletka. Če se nahajamo v Faradayevi kletki, kovinski lupini, ki je lahko tudi kletka v dobesednem pomenu, smo popolnoma varni pred elektrostatičnim poljem (vsaj dokler je snov, iz katere je narejena kletka, dober približek idealnega prevodnika, to pa je spet odvisno od frekvence s katero se spreminja električno polje). Kovinsko ohišje, v katerem se nahajamo, ima lahko glede na neko zunanjo točko, kot so na primer tla, tudi napetostno razliko 100.000 V in več, mi pa tega ne bi občutili. Brez strahu se lahko ohišja z notranje strani celo dotikamo. Takšen nazorni prikaz lahko vidimo v živo, na primer v tehničnem muzeju v Münchnu.

## Razširjenost
Faradayeve kletke najdemo  na vsakem koraku. Skoraj vse hiše so Faradayeve kletke, saj so zgrajene iz armiranega betona. Z namenom imajo nekatere zgradbe v ZDA za narodno varnost vgrajene Faradayeve kletke. Podobno deluje tudi avtomobil, čeprav so v njem tudi večje odprtine iz izolatorja. Če zadane strela v avto, potnikom ne škoduje. S Faradayevo kletko so zaščitene tudi nekatere elektronske naprave, v laboratorijih jih uporabljajo za ščit pri preučevanju visokonapetostnega toka.